# Đền Kỳ Cùng
Đền Kỳ Cùng (còn có tên là đền Quan Lớn Tuần Tranh) nằm bên tả ngạn sông Kỳ Cùng và ở ngay đầu cầu Kỳ Cùng; hiện thuộc địa phận phường Vĩnh Trại, thành phố Lạng Sơn, tỉnh Lạng Sơn, Việt Nam. Năm 1993, ngôi đền đã được xếp hạng là di tích Lịch sử - Văn hóa cấp quốc gia.

## Giới thiệu sơ lược

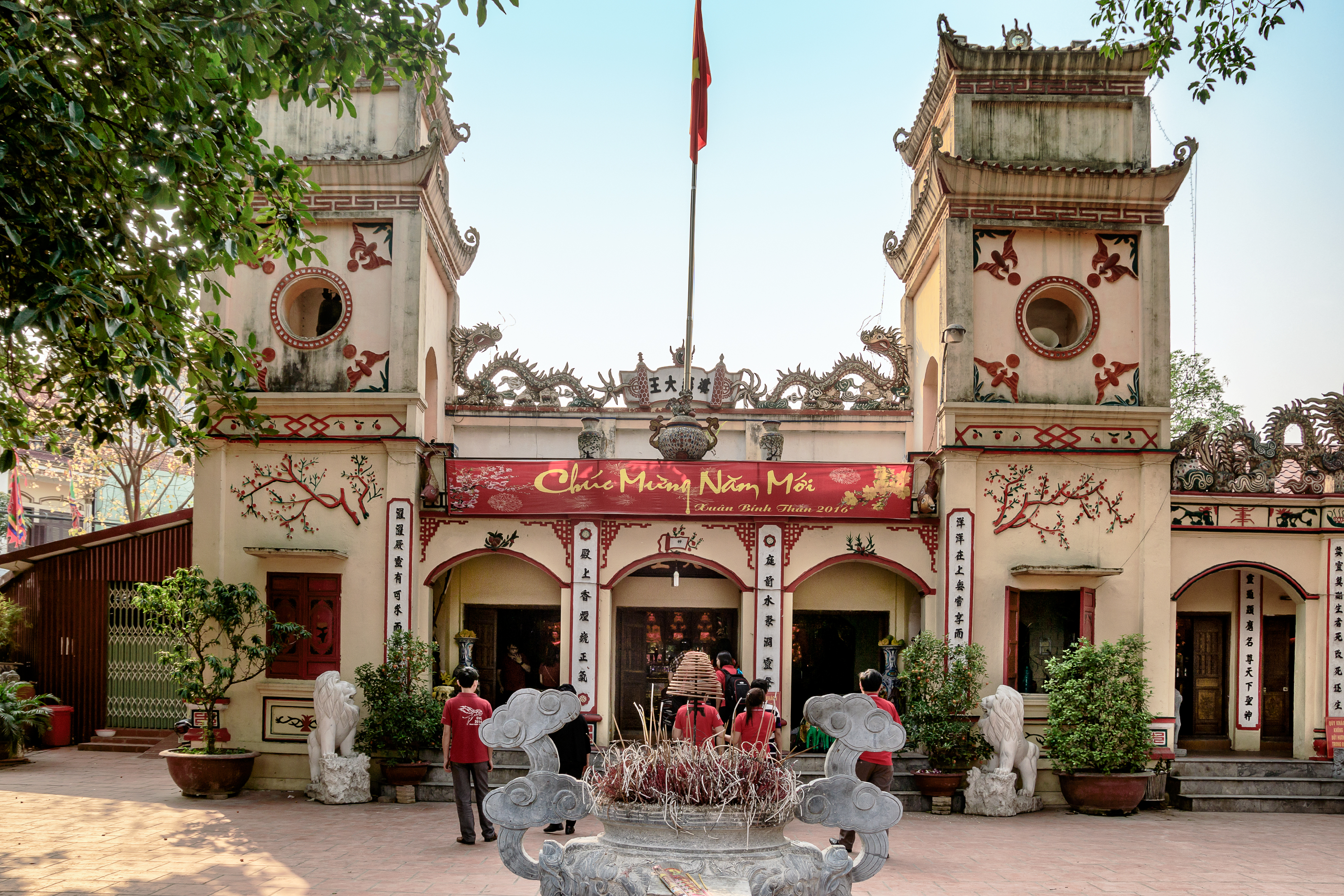
Đền Kỳ Cùng ngày nay

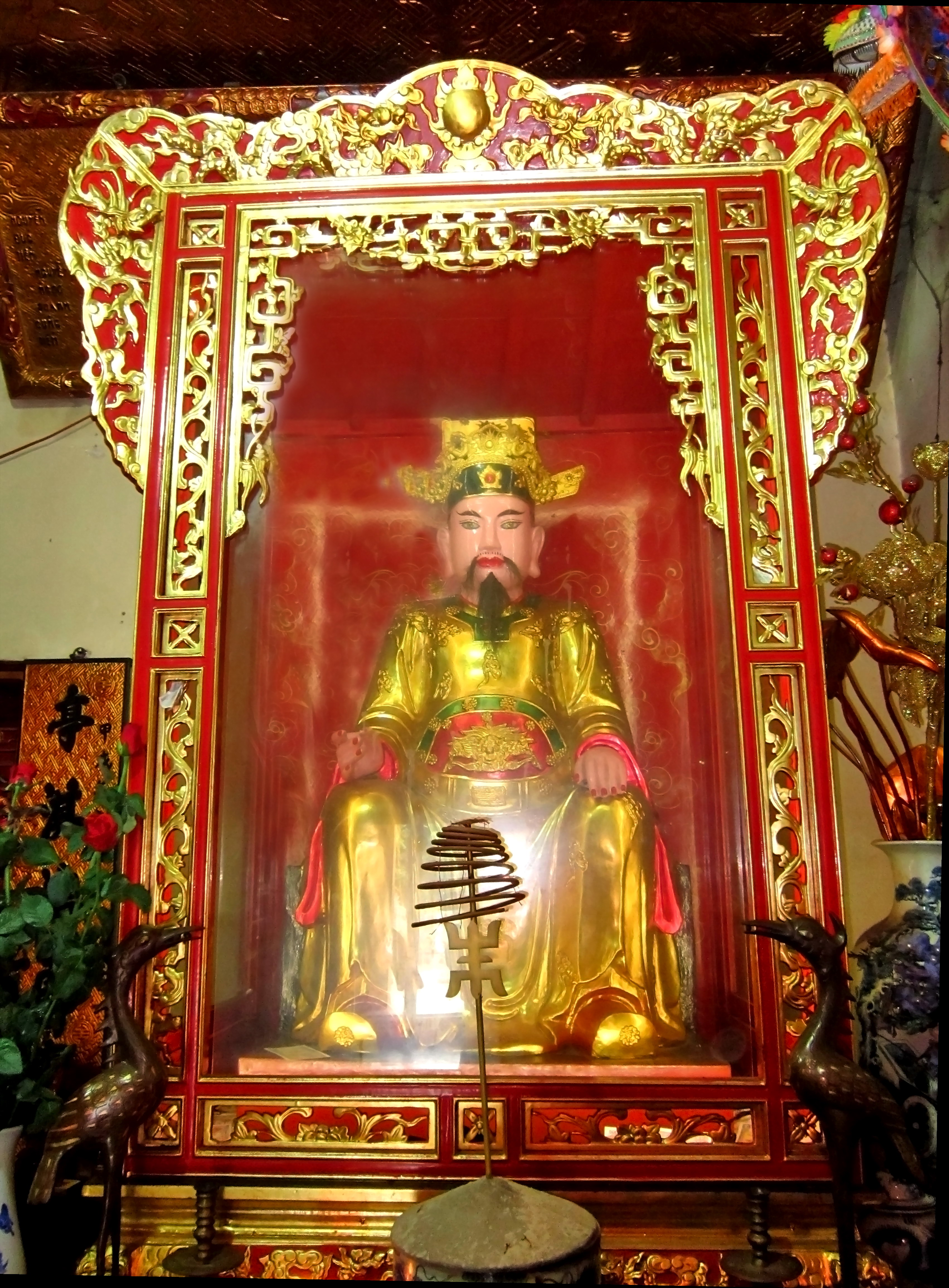
Tượng Trần triều Đại vương trong đền

Đền Kỳ Cùng (còn gọi đền Quan Lớn Tuần Tranh) nằm ngay đầu cầu bên tả ngạn sông Kỳ Cùng, thuộc phường Vĩnh Trại, thành phố Lạng Sơn, tỉnh Lạng Sơn. Ban đầu chỉ là ngôi đền nhỏ thờ thủy thần Giao Long cai quản cho toàn vùng quanh năm mưa thuận, gió hòa, nhân dân yên ổn làm ăn. Đền rất thiêng, nhiều lần được các triều vua Lê, Nguyễn ban sắc phong; mỗi khi sứ bộ qua đây đều sửa lễ cáo yết rồi mới tiếp tục lộ trình qua biên giới.
Quá trình biến đổi của lịch sử, đền nay thờ Quan Lớn Tuần Tranh, vị quan thứ năm trong Ngũ vị Tôn quan thời nhà Trần được cử lên trấn ải biên thùy. Truyền thuyết xưa kể lại: Một lần phải chiến đấu với giặc ngoại xâm, quân lính của ông ốm đau nhiều, lực lượng yếu mỏng. Nhân dịp này, một số gian thần dâng sớ vu oan cho ông tư thông với giặc phản quốc cầu vinh. Đức vua nghe lời nịnh thần, ban án tử hình ông.
Để chứng minh lòng trong sạch, ông trẫm mình xuống sông tự vẫn. Sau này, Tả Đô đốc Hán Quận công Thân Công Tài lên nhậm chức ở Lạng Sơn hiểu rõ sự tình, đã dâng sớ minh oan cho ông. Trong đền còn phối thờ Phật Quan Thế Âm Bồ Tát và Tam tòa Thánh Mẫu.
Tấm bia lưu giữ tại đền cho biết: Đền xưa làm bằng đất, lợp ngói, được trùng tu vào những năm 1928, 1931, 1967. Sau đó, do thiên tai và chiến tranh tàn phá, ngôi đền không còn, nhân dân quanh vùng xây lại đền thờ trên nền cũ có sự pha trộn giữa kiến trúc truyền thống và hiện đại; nhiều đồ thờ bằng gỗ sơn son thếp vàng được làm mới.
Đền quay về hướng Nam, kiến trúc kiểu chữ đinh, ẩn mình dưới lùm cây cổ thụ xanh mát soi bóng sông Kỳ Cùng lung linh tạo cảm giác thanh tịnh, thư thái tâm hồn. Phía trước đền là bến nước đẹp tạo bởi hàng trăm bậc đá từ sân đền xuống lòng sông. Trong khoảng sân lát gạch rộng sạch bố trí hai cây hương và đỉnh đá.
Phía trên cổng và mái đền đắp nổi lưỡng long chầu nguyệt, ngoài sân cặp rồng chầu nguyệt bằng đá uyển chuyển mềm mại khẳng định sự tài hoa của bàn tay nghệ nhân chạm khắc. Không gian chính nghinh môn gồm ba cửa vòm cuốn; trên mái hai trụ gạch vuông chồng diêm với bốn ô cửa tròn thanh thoát, phía trên đắp nổi hoa văn, trên cùng là bộ tam khí gồm đỉnh và lọ hoa.
Hai cặp rồng, một cặp sư tử đá chầu trước cửa tăng vẻ thâm nghiêm cho đền. Phía ngoài có hai tháp chuông và trống xây chồng diêm, tám mái với những đầu đao cong vút. Trong đền còn lưu giữ được một số hoành phi, đại tự có niên đại từ thời Lê, Nguyễn cùng ngai, tán, lọng, đỉnh, đôi hạc đồng và các pho tượng cổ có giá trị mĩ thuật cao.
Hằng năm, lễ hội chính của đền được tổ chức từ ngày 22 - 27 tháng Giêng âm lịch.

## Ảnh

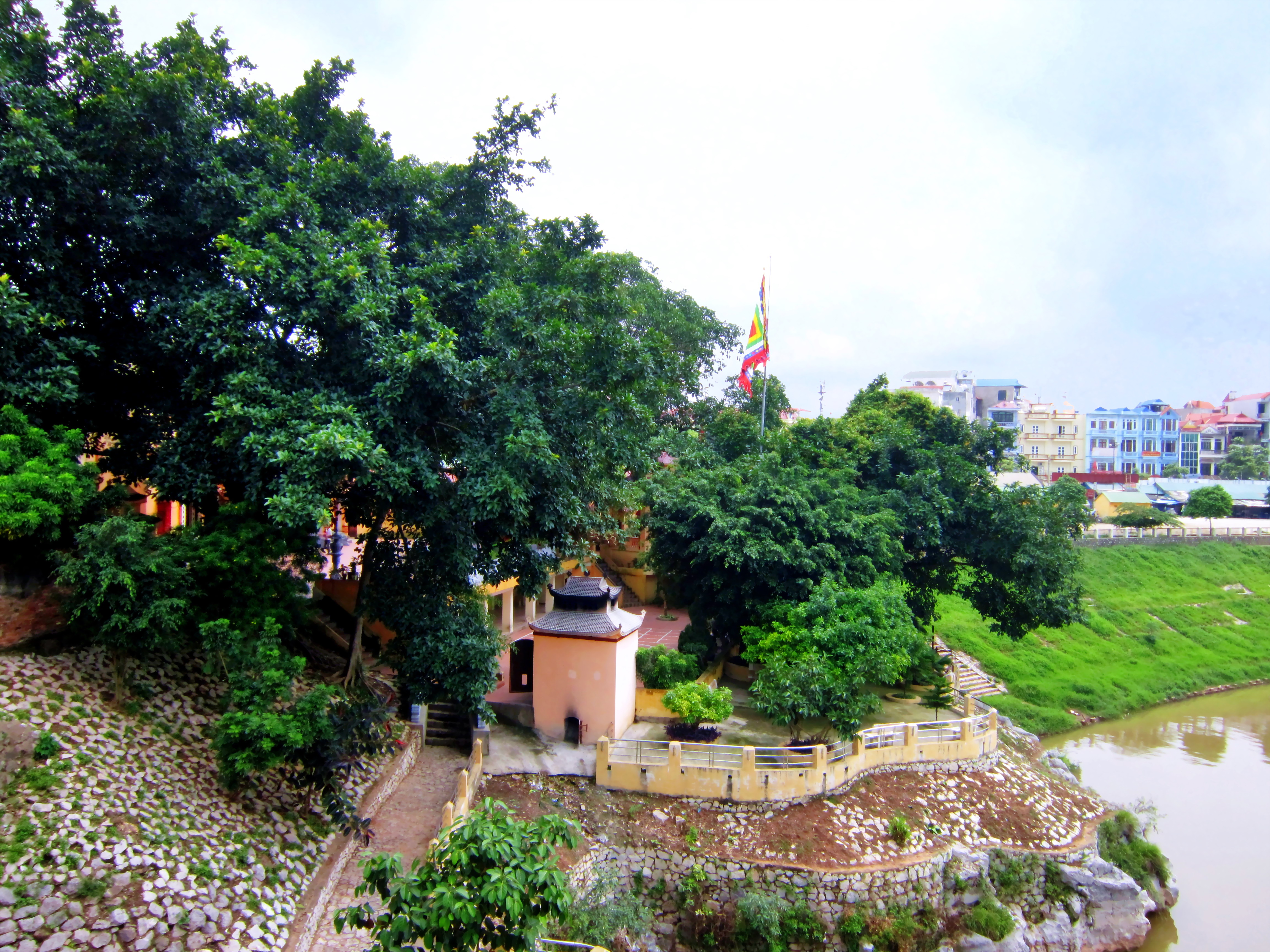
Nơi đền Kỳ Cùng tọa lạc.
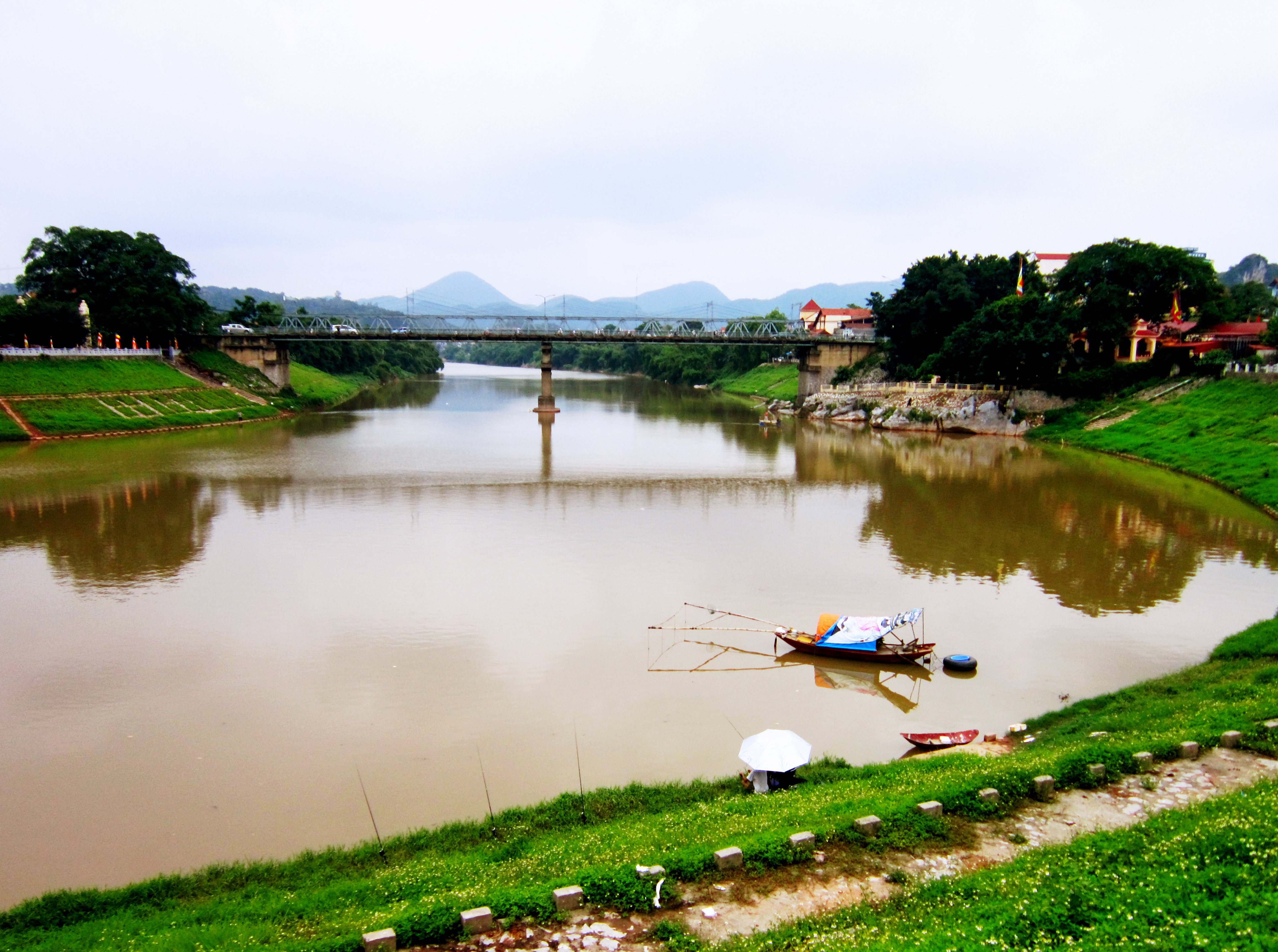
Đền Kỳ Cùng ở bên phải ảnh.